# Forza Italia!
Forza Italia! è un film documentario sulla situazione politica d'Italia nel dopoguerra e negli anni del Miracolo economico italiano. Il film è stato montato nel 1977, utilizzando spezzoni di documentari filmati relativi alla storia italiana dal secondo dopoguerra fino alla metà degli anni settanta. Al regista Roberto Faenza si affiancarono nella realizzazione, in qualità di sceneggiatori, Marco Tullio Giordana e i giornalisti Antonio Padellaro e Carlo Rossella.
Il titolo coincide solo fortuitamente con il nome dell'omonimo partito politico – la cui fondazione risale a diciassette anni dopo l'uscita del film – ma si rivelerà profetico: nel 2011 Faenza dirigerà con Filippo Macelloni il docufilm Silvio Forever.

## Riassunto
I documentari impiegati con la tecnica del collage nella realizzazione del film si riferiscono ai seguenti episodi della storia della Repubblica italiana:
- Il viaggio di Alcide De Gasperi negli Stati Uniti nel 1947.
- L'estromissione del Partito Comunista Italiano dai governi di unità nazionale.
- L'istituzione del piano Marshall di aiuti economici americani per la ricostruzione dell'Europa, con particolare riferimento alla situazione italiana.
- Le elezioni politiche del 1948, mettendo in evidenza l'utilizzo da parte dei partiti di frasi come: «Dio ti vede, Stalin no» e le prediche di padre Lombardi.
- Il festival canoro di Sanremo.
- Nunzio Filogamo che presenta in televisione La rassegna del dilettante.
- La "Mostra dell'aldilà", che presentava in modo atroce la situazione economica e sociale dell'Europa di oltrecortina
- La sconfitta della Democrazia Cristiana, guidata da De Gasperi nelle elezioni del 1953, a causa della quale ebbe termine l'esperienza dei monocolore DC "e prese l'avvio il periodo dei governi di coalizione prima con i partiti laici e poi con il PSI".
- La sciagura della diga del Vajont, nel Veneto, nel 1963.
- L'elezione di Giuseppe Saragat alla presidenza della Repubblica, nel 1964.
- La strage di Piazza Fontana, a Milano, nel 1969
- La contestatissima visita del presidente statunitense Richard Nixon in Italia, all'epoca della guerra del Vietnam.
- Papa Paolo VI che assiste a un comizio televisivo di Amintore Fanfani osteggiando il referendum a favore del divorzio.
- Il presidente della Repubblica Giovanni Leone, mentre pubblicamente esegue il gesto scaramantico di «fare le corna».
- Il congresso della Democrazia Cristiana del 1976, e la constatazione che non vi è seguito alla promessa di rinnovare la DC, rendendola più «trasparente» nelle sue decisioni, e più flessibile nell'elezione di nuovi volti dirigenziali, tra questi Aldo Moro.

Tra gli altri filmati particolari, la telefonata del ministro Carlo Donat-Cattin.

## Diffusione
Il film, uscito nelle sale nell'inverno 1977-1978, nonostante il successo di pubblico viene ritirato dalle sale su richiesta del Ministero dell'interno il giorno del sequestro Moro, pochi mesi dopo l'uscita, e rimane censurato per oltre quindici anni. Moro, che appariva tra i protagonisti della pellicola, nel memoriale scritto di suo pugno durante la prigionia prima di essere assassinato, suggerisce di vedere proprio Forza Italia! per rendersi conto della spregiudicatezza della classe politica di allora.
Il 7 novembre 1993 venne proiettato su Raitre nell'ambito del programma Italiani brava gente di Giancarlo Santalmassi; il giorno dopo, la procura di Palermo si recò nella sede RAI di Saxa Rubra per sequestrare una copia del film, in quanto era parso che in alcuni fotogrammi Giulio Andreotti comparisse a fianco di persone sospette per Mafia.
Nel 2006 il film è stato distribuito insieme a un libro di testimonianze (con interventi di: Roberto Faenza, Marco Tullio Giordana, Antonio Padellaro, Carlo Rossella, Gian Antonio Stella, Paolo Mereghetti, Manuel Gandin) con il titolo: Forza Italia! Il ritratto più divertente, spietato, censurato della Prima Repubblica. L'anno successivo, in occasione del trentennale dell'uscita, è stato presentato in apertura del Bellaria Film Festival Anteprima Doc a Bellaria Igea Marina.